# Башня в Дубай-Крик Харбор
Башня в Дубай-Крик Харбор — высотное сооружение строящееся в Дубае, с планируемой высотой 1345 метров. Изначально завершение строительства было приурочено к началу всемирной выставки Экспо-2020, которая должна была пройти в Дубае (открытие перенесено на октябрь 2021 года в связи с эпидемией коронавирусной инфекции). Высота должна ровно на сто метров превзойти самое высокое здание мира Бурдж-Халифа. По состоянию на 2023 год возведён лишь фундамент. 4 апреля 2020 года компания Emaar Properties, застройщик Башни и прилегающей территории, временно приостановила строительство из-за пандемии COVID-19. Стоимость возведения оценивается в 1 млрд $. Дизайн разработан испанским архитектором Сантьяго Калатрава.
Основным предназначением станет визуальное и архитектурное украшение города. Источником вдохновения для создателей послужили Висячие сады Вавилона, Эйфелева башня и традиционный элемент исламской архитектуры — минарет.

## Описание
Башня станет центральным звеном нового городского района Дубая, строительство которого рассчитано на многие годы. Сооружение представляет изящную обтекаемую конструкцию из стальных вант, крепящихся к железобетонной колоне. По замыслу внутреннее оформление верхней части здания, где разместятся площадки для кругового обзора и сады, должно передавать великолепие одного из чудес Древнего мира — Висячих садов Вавилона, также располагавшегося посреди пустыни. Натяжные кабели наружных конструкций и структурное основание имеет мягкую динамичную подсветку.
Проект предполагает наличие в верхней части здания примерно двадцати этажей, включающих отель, ресторан, магазины, смотровые площадки и другие объекты. Дизайном интерьера займётся британское бюро RMJM. Прилегающую территорию площадью 6 квадратных километров оснащена различной инфраструктурой — 4,5-километровой набережной, яхт-клубом с пристанью, коммерческой недвижимостью (851 тыс м²), жилыми апартаментами (6,79 млн м²), торговыми площадями (11,1 млн м²) и 22 гостиницами на 4 400 номеров. Рядом с новой башней будет построен торгово-развлекательный комплекс, значительно превосходящий Дубай-молл, который является крупнейшим в мире на настоящий момент.
Глава девелоперской компании Emaar Properties Мохамед Алаббар отметил, что новая башня может стать символом Дубая, сравнив её с Эйфелевой башней в Париже, которая также была построена к всемирной выставке и являлась самым высоким сооружением своего времени. По словам Мохамеда Алаббара его компания хотела бы представить башню в качестве подарка своему городу в честь проведения всемирной выставки. Также глава Emaar Properties считает строительство столь грандиозного здания неплохим способом для увеличения стоимости находящейся вокруг недвижимости, вновь приведя сравнение с главной достопримечательностью Парижа: «Квартиры с видом на Эйфелеву башню стоят до 30 процентов дороже. Со временем мы поняли, что многие из наших клиентов хотели бы иметь именно такой вид».
Архитектор Сантьяго Калатрава подчеркнул, что участие в столь особенном проекте является большой честью для него и для всей его команды. Саму башню Сантьяго Калатрава назвал символом неугасаемой веры в прогресс.

## История, ход строительства
План застройки нового городского района Дубай-Крик Харбор представлен в октябре 2013 года. Изначально высотной доминантой новой административной единицы Дубая должны были стать самые высокие в мире небоскрёбы-близнецы, значительно превосходящие малайзийские Петронас-тауэрс. Впоследствии они были заменены на одиночную башню, модель которой выбрана в феврале 2016 года правителем Дубая шейхом Мохаммедом бин Рашидом Аль Мактумом в ходе проведения международного конкурса. Детали проекта раскрыты общественности 11 апреля во время пресс-конференции.
Возведение имеет три отдельных этапа — создание бетонного основания, ядра и наружных конструкций, каждым из которых занимается отдельный подрядчик. В конструкции использованы стальные тросы, самые длинные из всех, что когда-либо применялись в строительстве.
Работы по забивке свай должны были начаться в конце июня — начале июля 2016 года. В июле проводились стендовые испытания на ветровые нагрузки в аэродинамической трубе с целью внести окончательные изменения в аспекты дизайна. Ветровые тесты включали в себя двенадцать различных методов. Проводились также сейсмические испытания. Конструкция башни насчитывает несколько систем амортизации, расположенных в различных точках на разных высотах.
В августе 2017 года был выпущен видеоролик, показывающий строительство до сих пор. В мае 2018 года был завершен фундамент башни.
4 апреля 2020 года компания Emaar Properties, девелопер Башни и прилегающей территории, временно приостановила строительство из-за пандемии COVID-19. По состоянию на 7 декабря 2020 года была объявлена приостановка строительства на неопределенный срок до тех пор, пока пандемия не будет взята под контроль и правительство не разрешит возобновить работы.
По первоначальным планам, строительство башни должно было быть завершено не раньше 2022 года. Из-за приостановки строительства эти планы сдвинуты как минимум на 2-3 года.